# Mestre Camarão
Reginaldo Alves Ferreira (Brejo da Madre de Deus, 23 de junho de 1940 — Recife, 21 de abril de 2015), mais conhecido como Mestre Camarão, foi um importante sanfoneiro brasileiro.

## Biografia
Nascido no agreste de Pernambuco no Distrito de Fazenda Velha, situado no município de Brejo da Madre de Deus. O apelido Camarão foi dado pelo compositor e amigo Jacinto Silva que notou as bochechas avermelhadas do sanfoneiro e falou: "Pronto, chegou o Camarão".
Camarão dedicou a maior parte de sua vida à música, sobretudo, à sanfona. O interesse pelo instrumento surgiu dentro da própria família. O oito baixos do seu pai, que era deixado na cama quando ele ia para a roça, foi descoberto por Camarão. “Maria Bonita” foi tocada pelo menino aos sete anos de idade. Aos 20 anos, Camarão ingressou na Rádio Difusora de Caruaru, onde grandes músicos como Sivuca e Hermeto Pascoal também estiveram. Camarão recebeu grande influência de Luiz Gonzaga, inclusive na produção de seus primeiros discos.
Reconhecido por ventilar o ritmo regional por sopros de sax, trompete e trombone, Camarão teve grande importância na efervescência musical do Estado de Pernambuco. Em 1968, ele cria a primeira banda de forró do Brasil, a Banda do Camarão. Entre os discos, podemos citar: Camarão, Forró para Frente, Na Toca do Camarão – Camarão e seu Acordeon, A Bandinha do Camarão, Camarão plays Forró, Banda do Camarão, Forrofando em Caruaru. Desde a década de 1980, Camarão mora no Recife, onde ministra aulas de sanfona na Escola de Acordeon de Ouro, fundada por ele e localizada em Areias. Foi homenageado no São João de Caruaru em 1999 e de Recife no ano de 2007. Camarão obteve o título de Patrimônio Vivo de Pernambuco em 2003.
O Mestre Camarão morreu na manhã do dia 21 de abril de 2015, aos 74 anos. Ele estava internado há seis dias no Hospital Santa Joana, no Recife, onde tratava uma infecção intestinal. Seu corpo foi velado na câmara de vereadores de Caruaru e foi enterrado no cemitério Dom Bosco na mesma cidade.